# Garia

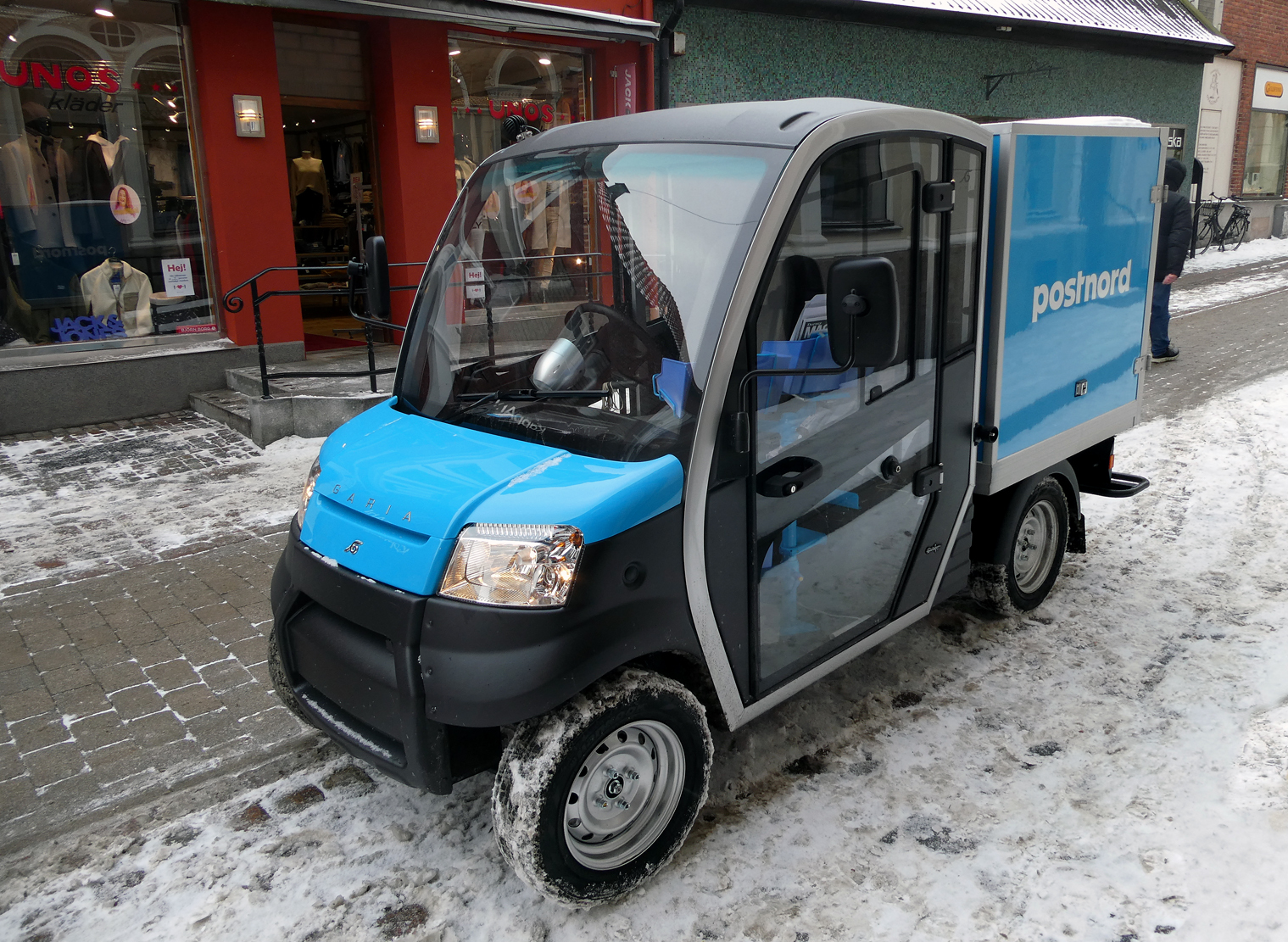
En av Postnords nya elbilar från Garia i centrala Ystad 2021.

Garia är en dansk golfbilstillverkare med huvudkontor i Greve söder om Köpenhamn på Själland. Garia grundades år 2005. Företaget har ett försäljningskontor i Texas i USA.
Golfbilarna tillverkas sedan år 2009 av Valmet i Nystad i Finland, där ett 50-tal personer arbetar i produktionen.